# Ashley Fox
Ashley Fox (ur. 15 listopada 1969 w Sutton Coldfield) – brytyjski polityk i prawnik, poseł do Parlamentu Europejskiego VII i VIII kadencji, deputowany do Izby Gmin.

## Życiorys
Studiował na Bristol Polytechnic. Pracował przez rok we Francji jako asystent. W 1994 rozpoczął praktykę prawniczą, specjalizując się w sprawach ubezpieczeniowych. W 2001 z ramienia Partii Konserwatywnej kandydował bez powodzenia do Izby Gmin. Od 2002 był radnym w Bristolu.
W wyborach w 2009 uzyskał mandat posła do Parlamentu Europejskiego. W PE VII kadencji został członkiem nowej grupy o nazwie Europejscy Konserwatyści i Reformatorzy, a także Komisji Spraw Konstytucyjnych. W 2014 z powodzeniem ubiegał się o europarlamentarną reelekcję, zasiadając w PE do 2019. W 2024 został wybrany w skład Izby Gmin.